# 지 (악기)

지(篪)는 가로로 부는 한국 전통 관악기이다.
수서 동이전에 의하면 백제악에 지가 악기로 등장 하고, 삼국사기에도 백제의 관악기로 "적, 도피필률, 각, 우, 지"등이 있다고 소개 되어 있어 백제의 관악기임을 알 수 있다. 그런데, 6세기경 백제 음악에 사용됐던 고, 각, 공후, 쟁, 우, 지, 적 가운데 고, 각을 제외한 나머지 다섯 악기는 남조 음악을 대표하는 청상악에서 쓰인 악기들과 일치하므로, 백제 음악이 남조 음악을 수용했다고 볼 수 있다. 그러므로, 지는 남조에서 기원한 악기이다.
가로로 부는 악기는 오른쪽 끝에 지공보다 크게 둥근 취구를 파는 것이 일반적인데, 지는 둥글게 판 구멍에다가 세로로 부는 악기의 취구 모양을 만들어 꽂는다. 또, 취구 반대편 끝의 막혀 있는 부분을 다른 지공과 달리 십자 모양으로 구멍을 판 점도 특이하다. 음역은 편종이나 편경과 같이 12율 4청성을 낸다. 다섯 개의 지공 가운데 제1공은 관의 옆면에 뚫고 나머지는 관의 윗면에 뚫는다. 음색은 부드럽지만, 음량이 약한 편이다. 지금은 문묘제례악에서만 쓴다.